# Andrei Volkonski
Andrei Mikhàilovitx Volkonski (rus: Андрей Михайлович Волконский, fou un compositor i clavecinista rus, nascut el 14 de febrer de 1933 a Ginebra (Suïssa) i mort el 16 de setembre de 2008 a Ais de Provença (França).

## Biografia
Nascut en una família noble (els Volkonski de Rúrik), Andrei Volkonski rebé classes particulars de música. El seu talent com a compositor fou evident des de ben d'hora: a l'edat de cinc anys ja improvisava al piano i els seus primers treballs atragueren l'atenció de Serguei Rakhmàninov. Dinu Lipatti, professor de piano del jove Andrei, lloà la seva habilitat. El 1947 la família es va traslladar a la Unió Soviètica, on Andrei a l'Escola de Música Acadèmica del Conservatori de Moscou, on va estudiar amb Ievgueni Messner i es va graduar el 1949 El 1950-1954 va estudiar al Conservatori de Moscou, a la classe de composició de Iuri Xaporin, però a causa de notes insatisfactòries per al curs del marxisme-leninisme, va ser-ne expulsat.
El seu estil de composició es va formar sota la influència d'Ígor Stravinski i Serguei Prokófiev, però cap a finals dels anys cinquanta va recórrer a l'avantguarda. El seu cicle de piano Musica stricta (1956) és la primera obra serial de la música russa. Aquest cicle és a prop de la Suite op. 25 per a piano d'Arnold Schönberg; té quatre moviments, tres dels quals són de forma polifònica (d'aquí el subtítol fantasia ricercata). Una altra obra d'aquest període, la Suite dels miralls per a soprano i conjunt, es basa en la sèrie octatònica i es fa ressò d'obres com Le Marteau sans maître de Pierre Boulez. Aquestes composicions marquen l'inici de l'avantguarda musical soviètica de la postguerra. El llenguatge musical de Volkonski no segueix la política oficial del realisme socialista i la seva execució fou pràcticament prohibida. El Concerto itinerant, escrit el 1967, només es va interpretar el 1990. Les seves músiques per a pel·lícules: L'estació morta, Tres més dos foren tanmateix ben rebudes.
Al mateix temps, Volkonski feu una exitosa carrera com a clavicembalista de concert. Col·laborà amb l'Orquestra de Cambra de Moscou sota la direcció de Rudolf Barxai i el 1964 va fundar el conjunt de música antiga Madrigal, que obtingué una gran popularitat i entre els membres del qual s'observa la presència d'Aleksei Liubímov, Borís Bérman i Mark Pekarski. Amb aquest conjunt, Volkonski feu enregistraments de música vocal i instrumental des del període renaixentista fins al segle xviii. Com a clavicembalista, va enregistrar obres de Girolamo Frescobaldi, Johann Sebastian Bach i altres compositors.
El 1973, Volkonski emigra i s'instal·la a Provença on roman fins al final de la seva vida. En aquella època va compondre poques obres de música de cambra, però va continuar les seves activitats com a intèrpret, fundà el conjunt Hoc opus el 1981 i feu concerts a França, Alemanya, Suïssa, Itàlia, Finlàndia ... El 1983 enregistrà El clavecí ben temprat.

## Obres principals
- Sonata per a piano en si bemoll major (1949)
- Rus, cantata (lletra de Nikolai Gógol ; 1952)
- El rostre de la pau (lletra de Paul Éluard ; 1952)
- Concerto per a orquestra (1953)
- Capriccio per a orquestra (1954)
- Quintet amb piano (1954)
- Quartet de cordes (1955)
- Sonata per a viola i piano (1955)
- Trio per a dues trompetes i trombó (1956)
- Musica stricta (fantasia ricercata) per a piano (1956)
- Fantasia per a piano (1957)
- Musica per a dotze instruments (1957)
- Serenata a un insecte per a orquestra de cambra (1956)
- Suite dels miralls per a soprano, flauta, violí, guitarra, harmònium i percussió (lletra de Federico Garcia Lorca ; 1959)
- Les queixes de Sxazà per a soprano, corn anglès, violí, viola, marimba, vibràfon i clavicèmbal (lletra de Sxazà de Kurklí) ; 1962
- Concerto itinerant per a veu, flauta, violí i 26 instruments (lletra d'Omar Khayyam ; 1964―1967)
- Rèplica, un happening per a conjunt de cambra (1969)
- Les malles del temps per a tretze instruments (1969―1970)
- El clavicèmbal i el tar, un maqam per a tar i clavicèmbal (1974)
- Lied per a quatre veus (1974)
- Immòbil per a piano i orquestra (1977―1978)
- 7 cants sagrats per a tres veus masculines (solista o coral) (arranjament de cants litúrgics ortodoxos russos)) (1984)
- Was noch lebt per a mezzo-soprano i trio de corda (lletra de Johannes Bobrowski ; 1985)
- Psalm 148 per a tres veus, orgue i timbals (1989))
- Cruïlla ("Carrefour") per a conjunt (1992)

### Obra teòrico-musical
- (rus) Основы темперации // Fonaments del temprat. Moscou: Kompozitor, 1996 - 91 pàg. ISBN 5-85285-184-1; 2a edició, revisada i ampliada. Moscou: Kompozitor, 2003 — 64 pàg. ISBN 5-85285-608-8.